# Nejva
De Nejva (Russisch: Нейва) of Nevja (Невья) is een Russische rivier die stroomt door oblast Sverdlovsk en onderdeel is van het stroomgebied van de Ob. De rivier ontstaat op de oostelijke hellingen van de Centrale Oeral in het Tavatoejmeer en stroomt vervolgens naar het West-Siberisch Laagland, waar het samen met de rivier de Rezj samenkomt in de Nitsa. In de bovenloop bevinden zich een aantal meren en stroombekkens. De rivier kent een gemengde afvoer die vooral bestaat uit sneeuw. De belangrijkste zijrivier is de Alapaicha. De rivier wordt voor drinkwater gebruikt.
De rivier bevriest in november en ontdooit weer in april. Aan de rivier liggen de steden Nevjansk en Alapajevsk en de nederzetting met stedelijk karakter Verch-Nejvinskij. Aan de rivier zijn ook Oeraalse rotstekeningen gevonden.